# Euphyia rojiza
Euphyia rojiza är en fjärilsart som beskrevs av Paul Dognin 1893. Euphyia rojiza ingår i släktet Euphyia och familjen mätare. Inga underarter finns listade i Catalogue of Life.